# Nassim Akrour
Nassim Akrour (Courbevoie, 10 juli 1974) is een Algerijnse voetballer (aanvaller) die sinds 2010 voor de Franse tweedeklasser FC Istres uitkomt. Voordien speelde hij onder meer voor Troyes AC en Grenoble Foot 38.
Akrour speelde in de periode 2001-2004 18 wedstrijden voor de Algerijnse nationale ploeg, daarin kon hij zes doelpunten maken.